# Rönnebecker Straße
Die Rönnebecker Straße ist eine zentrale Erschließungsstraße in Bremen, Stadtteil Blumenthal, Ortsteile Blumenthal und Rönnebeck. Sie führt in Ost-West-Richtung von der Kapitän-Dallmann-Straße und Weserstrandstraße bis zur Dillener Straße.
Die Querstraßen und Anschlussstraßen wurden u. a. benannt als Weserstrandstraße, Kapitän-Dallmann-Straße nach dem Polarforscher Eduard Dallmann (1830–1896), Jollenstraße nach den dort gebauten Schwertbooten, Fresenbergstraße nach einer Friesenfamilie, die dort wohnte, Gang als schmalen Verbindungsweg, Lose Barg (niederdeutsch) nach einem losen Berg, Kalfaterstraße nach dem Abdichten der Bootsplanken mit Werg oder Baumwolle sowie Holzteer und Pech, Kreinsloger nach dem Lager (= Loger) der Krähen, Galgenberg nach der Hinrichtungsstätte, die zuletzt um 1900 genutzt wurde, Helgenstraße nach dem Schiffsbauplatz in der Werft, unbenannte Straße, Wietingsgang nach der Kapitänsfamilie (Heinrich Wieting, Louis Wieting * 1819, Louis Wieting * 1850), Cord Wieting, Hinrich-Dewers-Straße nach dem Unternehmer und Gemeindevorsteher von Rönnebeck (1856–1941) und Dillener Straße nach der 1586 erwähnten Bezeichnung Auf dem Düllen für Neu Rönnebeck; ansonsten siehe beim Link zu den Straßen.

## Geschichte

### Name
Die Rönnebecker Straße wurde nach dem Ortsteil in Blumenthal benannt. Der Name Auf dem Ronnebeeke für Siedlung an der Bachrinne wurde 1586 zuerst erwähnt.

### Entwicklung
Die Straße ist eine alte Wegeverbindung von Blumenthal nach und in Rönnebeck.

Blumenthal ist Bremens nördlichster Stadtteil.

Rönnebeck (Ronnebeeke= Siedlung an der Bachrinne) wurde 1586 zuerst erwähnt und war lange Zeit beim Amt bzw. Kreis Blumenthal. 1908 wurde der Ort nach Blumenthal eingemeindet.

### Verkehr
Ab der Kreinsloger ist die Straße die Bundesstraße 74. 2009 fand parallel zur Straße der Ausbau der Bundesstraße 74 zur Autobahn A270 statt.
Die Regio-S-Bahn Bremen/Niedersachsen mit der Linie RS1 quert seit 2011 die Straße und hat den Haltepunkt an der nahen Kreinsloger.
Im Nahverkehr in Bremen durchfährt die Straße die Buslinien 90 (Gröpelingen ↔ Neuenkirchen) sowie bis Kreinsloger die 91 (Gröpelingen ↔ Rönnebeck) und 92 (Gröpelingen ↔ Rönnebeck).

## Gebäude und Anlagen

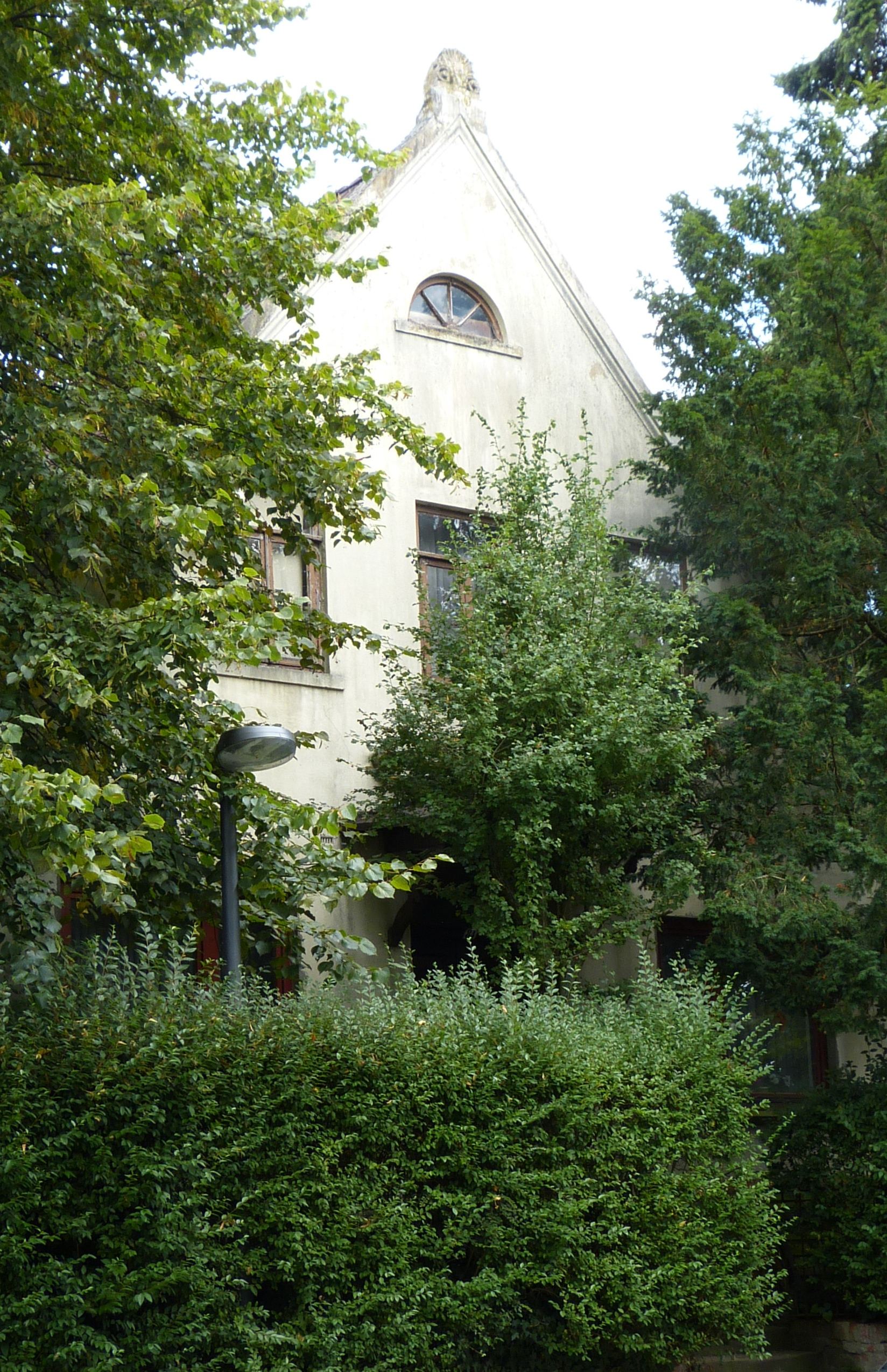
Haus Kapitän Dallmann

An der Straße stehen überwiegend ein- bis zweigeschossige Wohnhäuser sowie auch 3- bis 4-gesch. Häuser.
Bremer Baudenkmale
- Kapitän-Dallmann-Straße 84: 1-gesch. Haus Kapitän Dallmann vom um 1850.[2]

Erwähnenswerte Gebäude und Anlagen
- Nr. 1 bis 7: 4-gesch. Wohn- und Geschäftshaus von um 2000 mit verklinkertem Sockelgeschoss und prägender Rundung und etwas maritimen Aussehen
- Nr. 9: 1-gesch. verputztes giebelständiges Wohn- und Geschäftshaus von um 1910/20
- Nr. 10: 2-gesch. verputztes giebelständiges Wohnshaus von um 1910/20
- Nr. 11: 4-gesch. verklinkertes Wohn- und Geschäftshaus von um 1910/20 mit zwei Erkern und mit Zentrale der Fähren Bremen-Stedingen (FBS)
- Nr. 12: 1-gesch. Gemeindezentrum Rönnebeck
- Nr. 14: 1-gesch. verputztes Wohnhaus mit barockisierendem seitlichen Giebelbau mit Mittelrisalit
- Nr. 17: 1-gesch. Wohnhaus mit Zwerchgiebel von um 1910/2
- Nr. 18: 1-gesch. verputztes giebelständiges Wohnshaus von um 1910/20
- Nr. 28: 1-gesch. verputztes Wohnhaus von um 1910/20 mit 2-gesch. Mittelrisalit und Erker
- Zwischen Nr. 19 bis Nr. 29: Grünzone
- Nr. 39: 1-gesch. Giebelhaus mit Fachwerk und Reetdach als Krüppelwalm
- Helgenstraße/ Kalfaterstraße/ Galgenstraße:
  - Grundschule Rönnebeck mit 2-gesch. Standort mit 5 Klassen (2018)
  - Hort des Vereins Stadtteilschule Bremen-Nord mit Standort Helgenstraße
- Nr. 56: 1-gesch. verputztes Wohnhaus mit Zwerchgiebel
- Nr. 64: 2-gesch. neueres Wohn- und Geschäftshaus mit Deutscher Postfiliale und Postbank
- Nr. 68/74: 1-gesch. neueres Einkaufszentrum
- Nr. 94: 1-gesch. verputztes giebelständiges Wohnhaus mit Krüppelwalmdach
- Nr. 96: 3-gesch. neueres Wohn- und Geschäftshaus mit der Sparkasse Bremen – Filiale Rönnebeck sowie dahinter die Rönnebecker Apotheke
- Wietinggang: Zugang zum Dillener Park und zum Weserufer